# 新潟県立小千谷高等学校
新潟県立小千谷高等学校（にいがたけんりつおぢやこうとうがっこう）は、新潟県小千谷市に所在する県立高等学校である。愛称は「谷高」（やこう）。

## 概要
本校の起源は1901年に中越地方南部・魚沼地域初の旧制中学校開校に遡る。
1924年に南魚沼地方に（旧制）新潟縣立六日町中學校が開校するまで、魚沼地域では唯一の旧制中学校であった。
1948年に新制高校へ改組し、1950年に小千谷女子高校（旧制：小千谷高等女学校）を統合し、現在に至る。
学科も多種多様で、高度成長期にかけては商業科や家庭科を有したこともあるが、現在は廃止されている。

## 設置課程
- 全日制課程
  - 普通科

## かつて設置されていた課程
- 全日制課程
  - 家庭科（募集停止：1964年度→新潟県立小千谷西高等学校へ移管）
  - 商業科（募集停止：1970年度・廃止：1973年度）
- 定時制課程（募集停止：1997年度・廃止：2000年度）

## 沿革
- 1901年3月6日 - （旧制）新潟県立小千谷中学校として開校。
- 1948年
  - 4月1日 - 新潟県立小千谷高等学校となる。
  - 6月1日 - 定時制中心校・小出分校・片貝分校を開校。
- 1950年 - 新潟県立小千谷女子高等学校（旧制：小千谷高等女学校）を統合し、男女共学開始。
- 1952年 - 小出分校が独立（現：新潟県立小出高等学校）。
- 1955年 - 定時制吉谷分校を開校。
- 1963年 - 団塊の世代による高校進学者数増加に伴い、全日制普通科10学級・商業科2学級・家庭科1学級編成となる。
- 1964年 - 全日制家庭科が募集停止（新潟県立小千谷西高等学校開校に伴う）。
- 1966年
  - 昭和41年度入試より中学区制へ移行、入試教科が9教科→5教科となる。
  - 野球部が全国高等学校野球選手権大会に出場。
- 1969年 - 全日制普通科7学級、商業科1学級編成となる。
- 1970年 - 1970年度より全日制商業科が募集停止、普通科8学級編成となる。
- 1971年 - 1971年度より定時制片貝分校募集停止。
- 1973年
  - 3月31日 - 商業科を閉科。
  - 定時制吉谷分校募集停止。
- 1974年3月31日 - 定時制片貝分校を閉校。
- 1976年3月31日 - 定時制吉谷分校を閉校。
- 1978年 - 校舎新築に伴い、第3学年が新校舎へ移転。
- 1979年 - 校舎新築に伴い、第1・2学年が新校舎へ移転。
- 1990年 - プール竣工に伴い、プール開きが行われる（平成2年度より水泳授業を開始）。
- 1997年 - 定時制募集停止。
- 2000年3月31日 - 定時制閉課程。
- 2002年10月26日 - 創立100周年記念式典・記念講演会挙行。
- 2003年 - 2003年度入学生より普通科7学級編成となる。
- 2004年10月23日 - 新潟県中越地震発生。校舎・校地に甚大な被害。第一体育館と会議室が小千谷市住民の避難所となる。
- 2007年7月16日 - 新潟県中越沖地震発生。

## 校歌
- 『新潟県立小千谷高等学校校歌』（作詞：西脇順三郎・作曲：服部逸郎）[1]

## 学校行事
- 4月 - 入学式
- 5月 - 中間考査
- 6月 - 体育祭
- 7月 - 期末考査・球技大会
- 9月 - 舟陵祭（文化祭）
- 10月 - 中間考査
- 12月 - 期末考査・2年修学旅行（沖縄）
- 1月 - 百人一首大会（クラス対抗）、中間考査
- 2月 - 1・2年学校スキー
- 3月 - 卒業式・学年末考査

なお過去に各界著名人による講演会が行われている。
- 2001年 - 鈴木大地（ソウルオリンピック水泳100M背泳ぎ優勝）
- 2002年 - 藤原正彦（著書『国家の品格』）
- 2006年 - 関淳（松下政経塾塾長・本校出身）
- 2006年 - 井村雅代（2004年アテネオリンピックシンクロヘッドコーチ）

## 部活動

### 運動部
- 野球部 - 1966年夏（第48回）出場、初戦で奈良県立郡山高等学校に1-5で敗れている。なお、グラウンドには甲子園出場記念碑が設置されている。
- バレーボール部
- スキー部
- 陸上競技部
- テニス部
- ソフトテニス部
- 山岳部
- 剣道部
- バドミントン部
- バスケットボール部
- サッカー部
- 卓球部

### 文化部
- 吹奏楽部
- 写真部
- 箏曲部
- 演劇部
- 文芸部
- 美術部
- 書道部
- 茶道部
- 英語部
- 文化福祉部

## 著名な出身者
- 横山正松（医師・ノーベル平和賞団体受賞者(1985年核戦争防止国際医師会議)会長[2]）
- 荒川正昭[3]（元：新潟大学学長、元：大学入試センター理事長、魚沼市名誉市民）
- 池田恒雄（ベースボールマガジン誌創刊者・平成元年に野球殿堂入り）
- 岡田紅陽（富士山撮影で著名な写真家・旧五千円札裏面の富士山写真は彼の作品・兄は元：新潟県知事の岡田正平）
- 金子鋭（富士銀行頭取・第6代プロ野球コミッショナー）
- 工藤郁弥（漫画家）
- 関淳（松下政経塾塾長）
- 関広一（元小千谷市長）[要出典]
- 鳥嶋和彦（編集者・集英社 取締役）
- 西脇順三郎（詩人・英文学者・本校校歌を作詞・ノーベル文学賞ノミネート）
- 坂東克彦（新潟水俣病訴訟弁護団・幹事長）
- 藤井精一（元：群馬県前橋市長）
- 星野行男（弁護士・元小千谷市長・衆議院議員）
- 堀澤祖門（戦後初の十二年籠山行満行者。天台宗大僧正）
- 鷲尾雨工（作家・昭和11年に第二回直木賞受賞）
- 渡辺彰（フランス料理人・新調理システム推進協会会長）
- 渡辺徹（広島ホームテレビアナウンサー）
- 渡辺瑠海（テレビ朝日アナウンサー）
- 高山奈々（ウェザーニュースキャスター）

## 交通・アクセス方法
- JR東日本（上越線）小千谷駅より南西へ約500m（徒歩：約5分）